# Babergh
Babergh ist einer von fünf Distrikten in der Grafschaft Suffolk in England. Verwaltungssitz ist Hadleigh; der einzige weitere bedeutende Ort ist Sudbury. Im Süden bildet der Fluss Stour die Grenze zwischen Suffolk und Essex.
Der Bezirk wurde am 1. April 1974 gebildet und entstand aus der Fusion des Borough Sudbury, des Urban District Hadleigh und der Rural Districts Cosford, Melford und Samford.

## Weiler
- Lindsey Tye
- Parliament Heath
- Round Maple